# ÖBB 1042 sorozat
Az ÖBB 1042 sorozat egy osztrák Bo'Bo' tengelyelrendezésű villamosmozdony-sorozat. 1963 és 1977 között gyártották. Magyarországon csak a hegyeshalmi határállomáson találkozhattunk vele.
1966-ban az ÖBB gyorsvonatai számára kifejlesztette az 1042.5-ös típust. Ez az altípus az eddigi 130 km/h helyett 150 km/h maximális sebességgel rendelkezett. A sorozat selejtezése az 1990-es években kezdődött az ÖBB 1016-os sorozat megjelenésével, és várhatóan 2010 végére fog befejeződni.